# 2021年のNCAA男子バスケットボールオールアメリカン
2021年のNCAA男子バスケットボールオールアメリカン（英語: 2021 NCAA Men's Basketball All-Americans）は、2020-21シーズンのNCAAディビジョンI男子バスケットボールにおいて優秀な選手に授与される名誉。4つの組織、AP通信 (AP)、米国バスケットボールライター協会 (USBWA)、スポーティングニュース (SN)、全米バスケットボールコーチ協会 (NABC)より選出される。USABWA、SN、NABCはチーム選出のみだが、AP通信はチーム選出のほかに栄誉賞を設けている。
投票基準は、1stチームの投票で3ポイント、2ndチームの投票で2ポイント、3rdチームの投票で1ポイントを得る。ポイントの合計で上位5選手が1stチームを構成し、続く5選手が2ndチーム、更に続く5選手が3rdチームとなる。4つの団体が合意(コンセンサス)のもとで構成される、コンセンサスオールアメリカンチームはセカンドチームまでの選出となる。

## 2021年のコンセンサスオールアメリカンチーム
PG - ポイントガード
SG - シューティングガード
PF - パワーフォワード
SF - スモールフォワード
C - センター
| 選手                 | ポジション | 学年     | チーム             |
| -------------------- | ---------- | -------- | ------------------ |
| ジャレッド・バトラー | PG         | Junior   | ベイラー大学       |
| ケイド・カニングハム | PG/SG      | Freshman | オクラホマ州立大学 |
| アヨ・ドスンム       | PG         | Junior   | イリノイ大学       |
| ルカ・ガーザ         | C          | Senior   | アイオワ大学       |
| コーリー・キスパート | SF         | Senior   | ゴンザガ大学       |

| 選手                     | ポジション | 学年      | チーム       |
| ------------------------ | ---------- | --------- | ------------ |
| コフィ・コーバーン       | C          | Sophomore | イリノイ大学 |
| ハンター・ディッキンソン | C          | Freshman  | ミシガン大学 |
| エバン・モーブリー       | PF/C       | Freshman  | USC          |
| ジェイレン・サッグス     | PG/SG      | Freshman  | ゴンザガ大学 |
| ドリュー・ティミー       | PF         | Sophomore | ゴンザガ大学 |

## 個々のチーム選出

### 選手別
| 選手名                           | 学校               | AP | USBWA | NABC | SN | 獲得ポイント | その他受賞など |
| -------------------------------- | ------------------ | -- | ----- | ---- | -- | ------------ | --- |
| ジャレッド・バトラー             | ベイラー大学       | 1  | 1     | 1    | 1  | 12           | NCAAファイナルフォー最優秀選手 |
| ケイド・カニングハム             | オクラホマ州立大学 | 1  | 1     | 1    | 1  | 12           | USBWAナショナル・フレッシュマン・オブ・ザ・イヤー, Sporting Newsフレッシュマン・オブ・ザ・イヤー, Big 12年間最優秀選手 |
| アヨ・ドスンム                   | イリノイ大学       | 1  | 1     | 1    | 1  | 12           | ボブ・クージー賞 |
| ルカ・ガーザ                     | アイオワ大学       | 1  | 1     | 1    | 1  | 12           | ネイスミス賞, ジョン・ウッデン賞, AP通信年間最優秀選手賞, オスカー・ロバートソン・トロフィー, Sporting News年間最優秀選手, NABC年間最優秀選手, カリーム・アブドゥル＝ジャバー賞, ピート・ニューウェル・ビッグマンアワード, ルート・オルソン賞, シニアクラス・アワード, Big Ten年間最優秀選手 |
| コーリー・キスパート             | ゴンザガ大学       | 1  | 1     | 1    | 1  | 12           | ジュリアス・アービング賞, WCC年間最優秀選手, アカデミックオールアメリカン・オブ・ザ・イヤー |
| コフィ・コーバーン               | イリノイ大学       | 2  | 2     | 2    | 2  | 8            | |
| ハンター・ディッキンソン         | ミシガン大学       | 2  | 2     | 2    | 2  | 8            | |
| エバン・モーブリー               | USC                | 2  | 2     | 2    | 2  | 8            | Pac-12年間最優秀選手 |
| ジェイレン・サッグス             | ゴンザガ大学       | 2  | 2     | 2    | 2  | 8            | |
| ドリュー・ティミー               | ゴンザガ大学       | 2  | 2     | 2    | 2  | 8            | カール・マローン賞 |
| クエンティン・グライムズ         | ヒューストン大学   | 3  | 3     | 3    | 3  | 4            | AAC年間最優秀選手 |
| トレイス・ジャクソン＝デイビス   | インディアナ大学   |    | 3     | 3    | 3  | 3            | |
| デイビオン・ミッチェル           | ベイラー大学       | 3  |       | 3    | 3  | 3            | NABC年間最優秀守備選手, レフティ・ドリセル賞, ネイスミス年間最優秀守備選手 |
| クリス・ドゥアルテ               | オレゴン大学       | 3  | 3     |      |    | 2            | ジェリー・ウェスト賞 |
| コリン・ギレスピー               | ビラノバ大学       |    | 3     | 3    |    | 2            | Big East年間最優秀選手, ロバートV.ジージー賞 |
| ハーバート・ジョーンズ           | アラバマ大学       | 3  |       |      | 3  | 2            | SEC年間最優秀選手 |
| ジェレマイア・ロビンソン＝アール | ビラノバ大学       |    |       | 3    | 3  | 2            | Big East年間最優秀選手 |
| チャールズ・バッシー             | 西ケンタッキー大学 |    | 3     |      |    | 1            | C-USA年間最優秀選手 |
| キャメロン・クルトビッヒ         | ロヨラ大学         | 3  |       |      |    | 1            | MVC年間最優秀選手 |

### チーム別
| オールアメリカンチーム |                      |                          |                          |                                  |                                  |                            |
| オールアメリカンチーム | 1stチーム            | 1stチーム                | 2ndチーム                | 2ndチーム                        | 3rdチーム                        | 3rdチーム                  |
| オールアメリカンチーム | 選手名               | 学校                     | 選手名                   | 学校                             | 選手名                           | 学校                       |
| ---------------------- | -------------------- | ------------------------ | ------------------------ | -------------------------------- | -------------------------------- | -------------------------- |
| AP通信                 | ジャレッド・バトラー | ベイラー大学             | コフィ・コックバーン     | イリノイ大学                     | クリス・ドゥアルテ               | オレゴン大学               |
| AP通信                 | ケイド・カニングハム | オクラホマ州立大学       | ハンター・ディキンソン   | ミシガン大学                     | クエンティン・グライムス         | ヒューストン大学           |
| AP通信                 | アヨ・ドスンム       | イリノイ大学             | エヴァン・モブリー       | USC                              | ハーブ・ジョーンズ               | アラバマ大学               |
| AP通信                 | ルカ・ガーザ         | アイオワ大学             | ジェイレン・サッグス     | ゴンザガ大学                     | キャメロン・クルトヴィッヒ       | ロヨラ大学                 |
| AP通信                 | コーリー・キスパート | ゴンザガ大学             | ドリュー・ティムメ       | ゴンザガ大学                     | デイビオン・ミッチェル           | ベイラー大学               |
| USBWA                  | ジャレッド・バトラー | ベイラー大学             | コフィ・コーバーン       | イリノイ大学                     | チャールズ・バッシー             | ウェスタンケンタッキー大学 |
| USBWA                  | ケイド・カニングハム | オクラホマ州立大学       | ハンター・ディッキンソン | ミシガン大学                     | クエンティン・グライムズ         | ヒューストン大学           |
| USBWA                  | アヨ・ドスンム       | イリノイ大学             | エバン・モーブリー       | USC                              | コリン・ギレスピー               | ビラノバ大学               |
| USBWA                  | ルカ・ガーザ         | アイオワ大学             | ジェイレン・サッグス     | ゴンザガ大学                     | クエンティン・グライムズ         | ヒューストン大学           |
| USBWA                  | コーリー・キスパート | ゴンザガ大学             | ドリュー・ティミー       | ゴンザガ大学                     | トレイス・ジャクソン＝デイビス   | インディアナ大学           |
| NABC                   | ジャレッド・バトラー | ベイラー大学             | コフィ・コーバーン       | イリノイ大学                     | コリン・ギレスピー               | ビラノバ大学               |
| NABC                   | ケイド・カニングハム | オクラホマ州立大学       | ハンター・ディッキンソン | ミシガン大学                     | クエンティン・グライムズ         | ヒューストン大学           |
| NABC                   | アヨ・ドスンム       | イリノイ大学             | エバン・モーブリー       | USC                              | トレイス・ジャクソン＝デイビス   | インディアナ大学           |
| NABC                   | ルカ・ガーザ         | アイオワ大学             | ジェイレン・サッグス     | ゴンザガ大学                     | デイビオン・ミッチェル           | ベイラー大学               |
| NABC                   | コーリー・キスパート | ゴンザガ大学             | ドリュー・ティミー       | ゴンザガ大学                     | ジェレマイア・ロビンソン＝アール | ビラノバ大学               |
| Sporting News          |                      |                          |                          |                                  |                                  |                            |
| ジャレッド・バトラー   | ベイラー大学         | コフィ・コーバーン       | イリノイ大学             | クエンティン・グライムズ         | ヒューストン大学                 |                            |
| ケイド・カニングハム   | オクラホマ州立大学   | ハンター・ディッキンソン | ミシガン大学             | トレイス・ジャクソン＝デイビス   | インディアナ大学                 |                            |
| アヨ・ドスンム         | イリノイ大学         | エバン・モーブリー       | USC                      | ハーバート・ジョーンズ           | アラバマ大学                     |                            |
| ルカ・ガーザ           | アイオワ大学         | ジェイレン・サッグス     | ゴンザガ大学             | デイビオン・ミッチェル           | ベイラー大学                     |                            |
| コーリー・キスパート   | ゴンザガ大学         | ドリュー・ティミー       | ゴンザガ大学             | ジェレマイア・ロビンソン＝アール | ビラノバ大学                     |                            |

AP栄誉賞
| - マックス・アブマス, オーラル・ロバーツ大学 - ジョエル・アヤイ, ゴンザガ大学 - アレックス・バルチェロ, ブリガムヤング大学 - スコッティ・バーンズ, フロリダ州立大学 - チャールズ・バッシー, 西ケンタッキー大学 - ジェームズ・ボークナイト, UConn - ジャスティン・シャンパニー, ピッツバーグ大学 - デレク・カルバー, ウエストバージニア大学 - アントワン・デイヴィス, デトロイト・マーシー大学 - ケンドリック・デイヴィス, SMU - デイビット・デューク, プロビデンス・カレッジ - コリン・ギレスピー, ビラノバ大学 - RaiQuan Gray, フロリダ州立大学 - サム・ハウザー, バージニア大学 | - ジェイ・ハフ, バージニア大学 - Nah'Shon Hyland, バージニア・コモンウェルス大学 - トレイス・ジャクソン＝デイヴィス, インディアナ大学 - アンドリュー・ジョーンズ, テキサス大学 - カルリク・ジョーンズ, ルイビル大学 - E・J・リデル, オハイオ州立大学 - アイザイア・リバース, ミシガン大学 - Sandro Mamukelashvili, シートン・ホール大学 - JaQuori McLaughlin, カリフォルニア大学サンタバーバラ校 - トレ・マン, フロリダ大学 - レミー・マーティン, アリゾナ州立大学 - マイルズ・マクブライド, ウェストバージニア大学 - マック・マクラング, テキサス工科大学 - マット・ミッチェル, サンディエゴ州立大学 | - モーゼス・ムーディ, アーカンソー大学 - スコッティ・ピッペン・ジュニア, ヴァンダービルト大学 - Neemias Queta, ユタ州立大学 - オースティン・リーブス, オクラホマ大学 - ジェレミア・ロビンソン＝アール, ビラノバ大学 - ジェイデン・シャッケルフォード, アラバマ大学 - テリー・テイラー, オースティン・ピーイー州立大学 - マシオ・ティーグ, ベイラー大学 - キャメロン・トーマス, LSU - フランツ・ワグナー, ミシガン大学 - トレヴィオン・ウィリアムズ, パデュー大学 - マッキンリー・ライト4世, コロラド大学 - モーゼス・ライト, ジョージア工科大学 - マーカス・ゼガロフスキー, クレイトン大学 |